# Gare de Fourneau
La gare de Fourneau est une ancienne halte voyageurs belge de la ligne 126, de Statte à Ciney localisée à Fourneau, sur le territoire de la commune de Marchin, dans la province de Liège, en Région wallonne.

## Situation ferroviaire
Établie à 136 mètres d'altitude, la gare de Fourneau était située au point kilométrique (PK) 8,60 de la ligne 126, de Statte à Ciney, entre les gares de Régissa et de Barse.

## Histoire
Le point d'arrêt de Fourneau est ouvert le 3 octobre 1937 par la SNCB. La ligne, qui datait de 1872-1877, ferme dans les années 1960-1970, le dernier train de voyageurs quittant Fourneau le 11 novembre 1962. Les rails sont finalement arrachés en 1999.
Un gîte rural a été créé dans la maison du passage à niveau.

## Patrimoine ferroviaire
Une ancienne maison de garde-barrière, au style caractéristique de la Compagnie du chemin de fer Hesbaye-Condroz, a été bâtie dans les années 1870. De dimensions importantes, avec une aile supplémentaire, elle pourrait avoir été l'objet d'un agrandissement[réf. souhaitée].
La halte du fourneau sera créée à cet endroit. Transformée en maison particulière, elle a depuis été dotée d'un panneau bleu portant le nom de la gare.

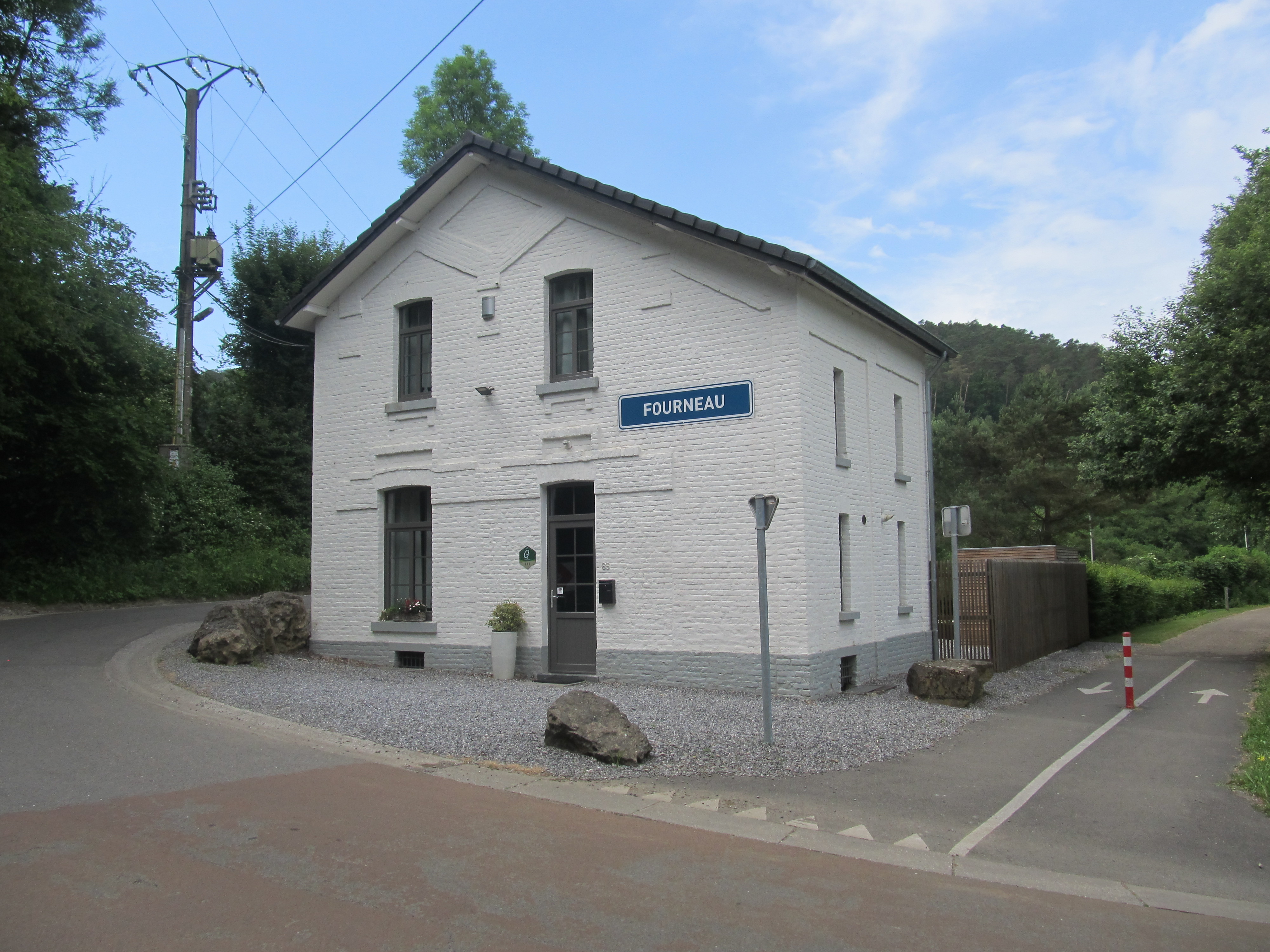
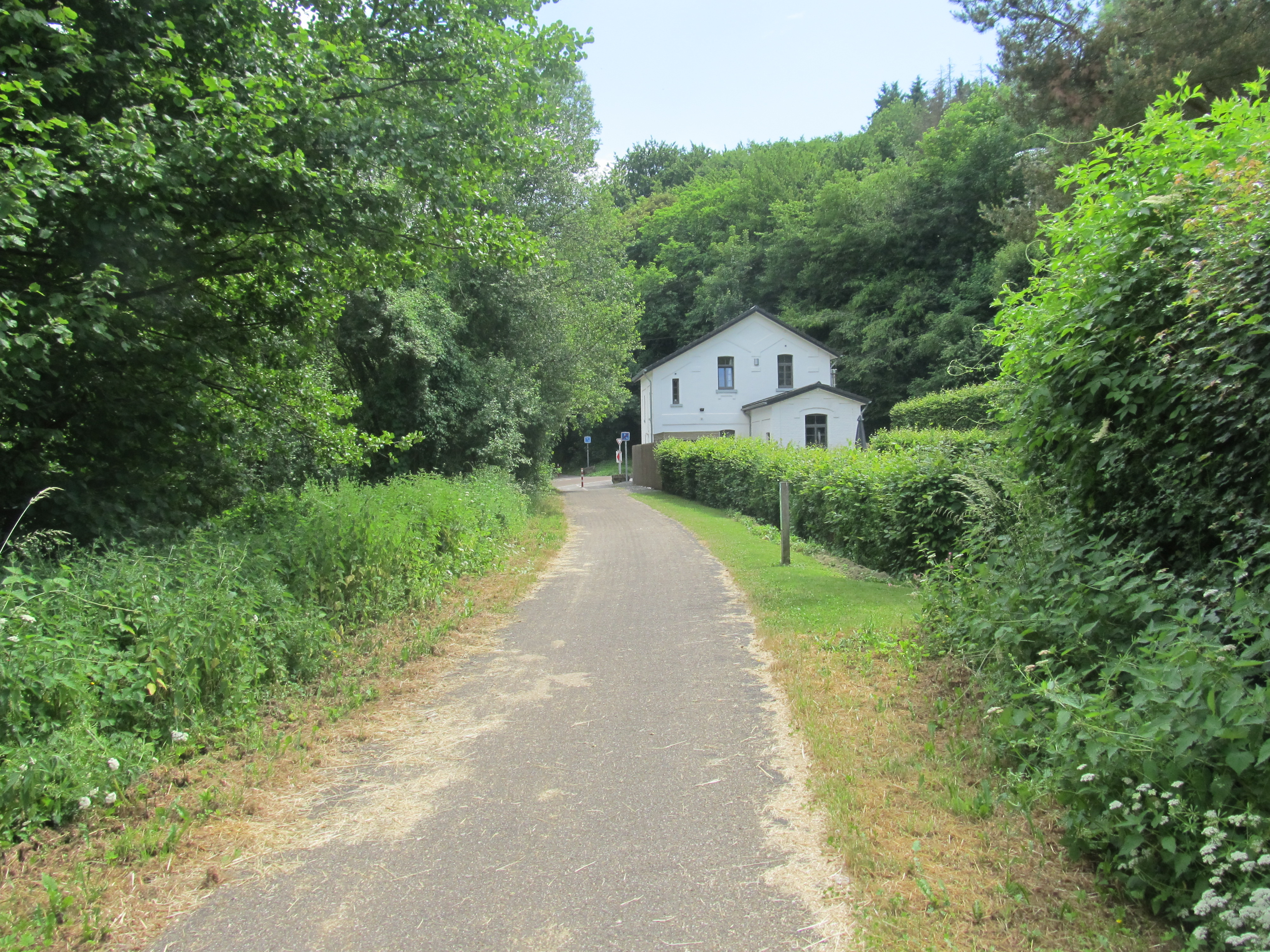